# بربطنة

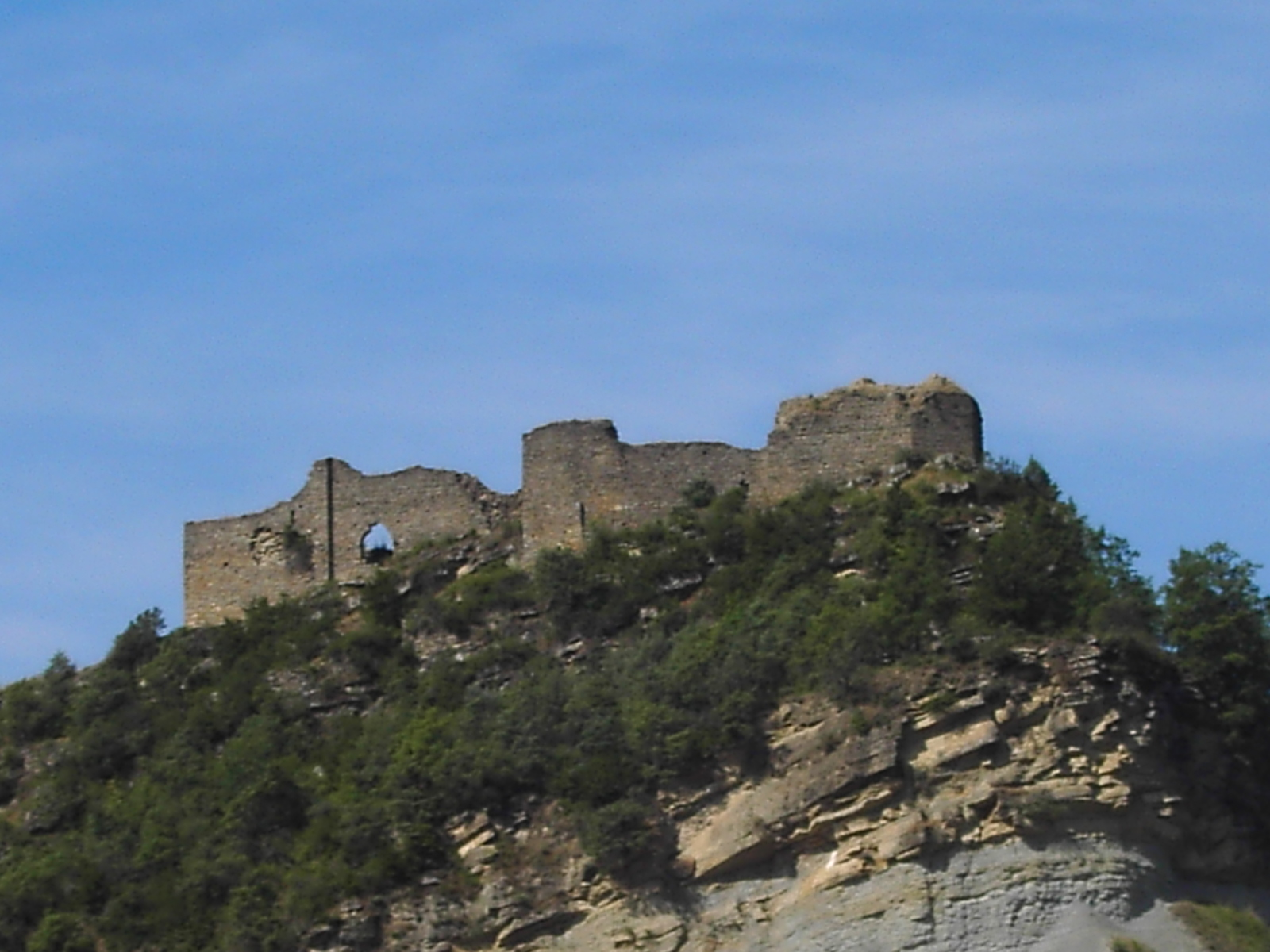
قلعة بولتانا في الحد الشمالي لبربطنة.

بربطنة  كانت ثغرًا [الإنجليزية] أو مقاطعة من الثغر العليا في الأندلس، والتي امتدت عبر المنطقة الشمالية الشرقية من مقاطعة هويسكا الحالية، بين كورا هويسكا وليريدا.

## الجغرافيا
كانت عاصمة بربطنة المسلمة بربشتر، وهي مدينة محصنة، وكانت تضم أيضًا قلاع بولتانيا وألكيزار ومدينة سيلجوا. أصبحت بربطنة بمثابة سد ضد المسيحيين، يحمي وادي إيبرو من هجماتهم. تُوصف بربطنة بأنها مدينة قوية وجميلة ومزودة بإمدادات جيدة.

## ملحوظات
1. ↑  "La conquista árabe y el condado de Sobrarbe".
2. ↑  "Barbotania, Barbotanos, Barbotum". مؤرشف من الأصل في 6 de septiembre de 2016. اطلع عليه بتاريخ 28 de mayo de 2018. {{استشهاد ويب}}: تحقق من التاريخ في: |تاريخ-الوصول= و|تاريخ-الأرشيف= (مساعدة)
3. ↑  ar-Rawd al-Mitar 1956، صفحة 249.
4. ↑  Levi-Provençal 1950، صفحة 208-209.
5. ↑  Al-Udri 1967، صفحة 510.
6. 1 2  ar-Rawd al-Mitar 1956، صفحة 360.